# Спріана
Спріана (італ. Spriana) — муніципалітет в Італії, у регіоні Ломбардія, провінція Сондріо.
Спріана розташована на відстані близько 530 км на північний захід від Рима, 100 км на північний схід від Мілана, 6 км на північ від Сондріо.
Населення — 96 осіб (2014).

## Демографія
Населення за роками:

Станом на 1 січня 2023 року в муніципалітеті офіційно проживав 1 іноземець (громадянин Румунії).

## Сусідні муніципалітети
- Монтанья-ін-Вальтелліна
- Сондріо
- Торре-ді-Санта-Марія